# James Kynvyn
James Kynvyn (fl. XVI secolo) è stato un inventore inglese della seconda metà del XVI secolo.

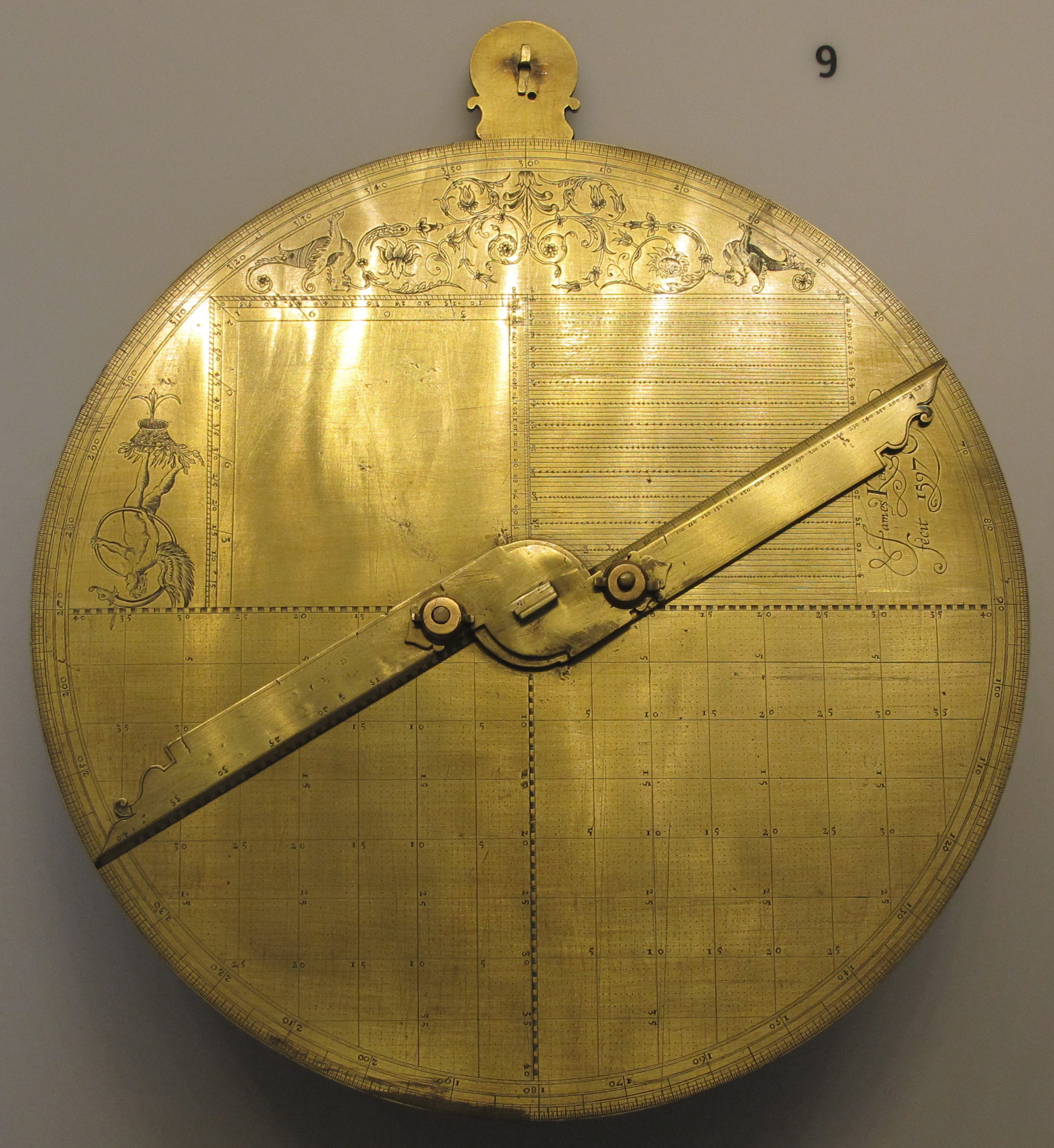
Strumento nautico creato da James Kynwyn, datato 1597

Attivo tra il 1569 e il 1610, di lui è noto che aveva la bottega a Londra, vicino alla cattedrale di San Paolo. Realizzò strumenti matematici di notevole fattura, soprattutto grafometri, compassi e quadranti. Fu uno dei costruttori preferiti da Robert Dudley; parecchi dei suoi strumenti sono conservati al Museo Galileo di Firenze, come parte della collezione che l'ammiraglio inglese portò con sé quando si trasferì in Toscana agli inizi del XVII secolo e che poi lasciò al granduca Ferdinando II de' Medici.